# Myiagra galeata
Myiagra galeata е вид птица от семейство Monarchidae.

## Разпространение
Видът е разпространен в Индонезия.